# 48 ore a Beverly Hills
48 ore a Beverly Hills (He's My Girl) è un film del 1987 diretto da Gabrielle Beaumont.

## Trama
Bryan è un cantante e ha come manager il suo migliore amico Reggie. Dopo aver vinto una prestigiosa competizione, Bryan vince un viaggio a Beverly Hills, per avere l'occasione di mostrare la sua abilità musicale. Tuttavia, secondo il regolamento della competizione, è costretto a portare insieme a lui una ragazza; Reggie decide così di travestirsi da donna e – sotto il nome di Regina – di aiutare l'amico. Malgrado entrambi debbano fare finta di essere fidanzati, Bryan si innamora di Lisa, mentre Reggie di Tasha. Alla fine delle 48 ore a Beverly Hills i due giovani riescono comunque a chiarire la situazione e a sfondare nel campo della musica.

## Distribuzione
Negli Stati Uniti la pellicola è stata distribuita esclusivamente in VHS, a partire dal 1988. In Italia la pellicola è stata distribuita esclusivamente in VHS nel 1990, sotto etichetta Videogram.

## Accoglienza
La pellicola è stata accolta in modo tendenzialmente negativo dalla critica.
Rita Kempley del Washington Post afferma che "il travestimento di 48 ore a Beverly Hills è una farsa senza alcuno scopo" e che "gli autori di questa sceneggiatura di cattivo gusto hanno creato una specie di A qualcuno piace tiepido per il pubblico adolescente". Anche Janet Maslin del New York Times dà alla pellicola un giudizio negativo, scrivendo che "48 ore a Beverly Hills è reso almeno in parte indolore dalla presenza del giovane Carter, che è felicemente troppo sicuro di sé e persino convincente nel suo ruolo. Per il resto, il film ha poco da raccontare". Il Farinotti assegna alla pellicola una stella su cinque.